# Карпатская Сечь
Карпа́тская сечь (укр. Карпа́тська Січ) — военизированная организация в Закарпатье в 1938—1939 годах, вооружённые силы государства Карпатская Украина. Боевым ядром этого формирования были члены Организации украинских националистов, в частности, будущий генерал-хорунжий и главнокомандующий УПА, Роман Шухевич, входил в Генеральный штаб национальной обороны Карпатской Украины. На момент вторжения Венгрии 14 марта 1939 Карпатская сечь имела 15000 зарегистрированных членов, но на самом деле из них прошло обучение лишь 2-3 тысячи человек.

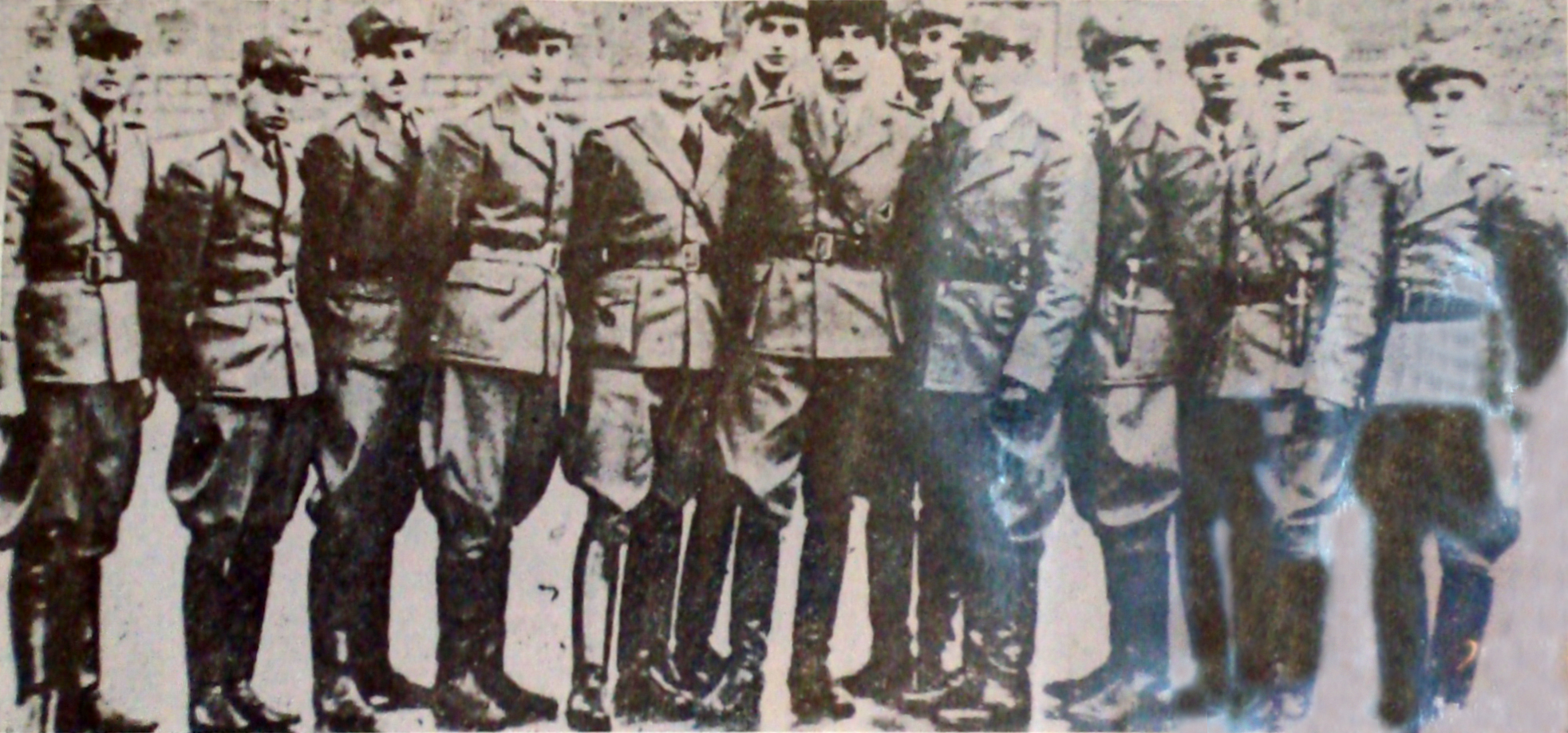
Группа карпатских «сечевиков» во главе с комендантом Дмитрием Климпушем

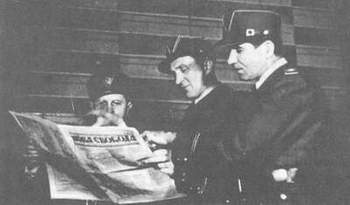
Штаб Карпатской Сечи. Слева направо: генеральный писарь Иван Рогач, заместитель командующего Иван Роман и Фёдор Тацинец.

## Формирование и структура
После подписания Первого Венского арбитража в Закарпатье резко обострилась обстановка. Постоянные нападения венгерских и польских диверсантов, желание помочь чехословацким войскам защищать территорию края заставили правительство Августина Волошина ускорить процесс создания местных вооружённых сил. «Карпатская сечь» была создана 9 ноября 1938 года, в её состав вошли участники ранее существовавших в крае противопожарных организаций и украинских культурно-просветительских общественных объединений, а также активисты созданной в сентябре 1938 года «Украинской национальной обороны», которую возглавлял Степан Росоха.
Во главе организации стояло Главное командование (укр. Головна команда): командующий Дмитрий Климпуш, заместитель Иван Роман и штаб, находившийся в городе Хуст. В пяти постоянных гарнизонах «Карпатской Сечи» проводилось военное обучение, а часть сечевиков исполняла также обязанности полицейских или пограничников.

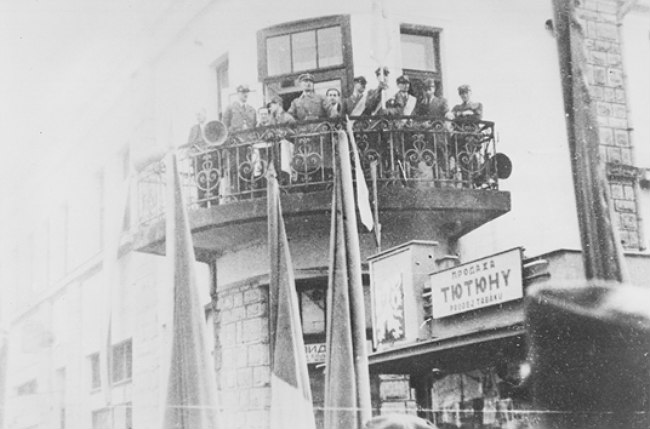
Виктор Курманович во время проведения II краевого съезда Карпатской Сечи в Хусте 19 февраля 1939

В отдельных районах действовали 10 районных командований и подчинявшиеся им местные организации, которые проводили военное и политическое обучение нескольких десятков тысяч членов. «Карпатская Сечь» проводила пропагандистскую и культурно-просветительскую работу среди населения (артистическая группа «Летюча естрада»), издавался еженедельный журнал «Наступ» («Наступление») под редакцией Степана Росохи).
Среди офицеров «Карпатской Сечи», помимо местных жителей, имелось значительное количество выходцев из Галиции (Зенон Коссак, Роман Шухевич («Щука»), Евгений Врецьона и др.). Причём беглецам из Польши ещё и выправляли поддельные документы.
После провозглашения независимости Карпатской Украины «Карпатская Сечь» была признана её национальной армией. Начальником штаба был назначен полковник Михаил Колодзинский.

### Вооружение
Нехватка оружия была самой большой проблемой Карпатской Сечи. Согласно чехословацкому законодательства Сечь не попадала в категорию организаций, имеющих право на ношение оружия. Но, поскольку сечевики помогали пограничникам ловить диверсантов, то чехословацкое командование пошло навстречу и выдало небольшое количество старого оружия — 10 пистолетов и 10 винтовок австрийской системы Маннлихера. Этого явно не хватало чтобы укомплектовать весь личный состав Карпатской Сечи, а идея его полноценного вооружения вызвала возражение у чехословацкого военного командования. Некоторую часть оружия организация получила во время боёв с польскими и венгерскими диверсантами в пограничной полосе.
Августин Волошин обратился к гражданам края и украинской диаспоре. Ожидаемая помощь вскоре начала поступать. 19 февраля 1939 года украинская диаспора Канады выслали 5200 долларов для развития «Карпатской Сечи». Поступали пожертвования от отдельных политических деятелей края, а также рядовых граждан.

## Участие в боевых действиях

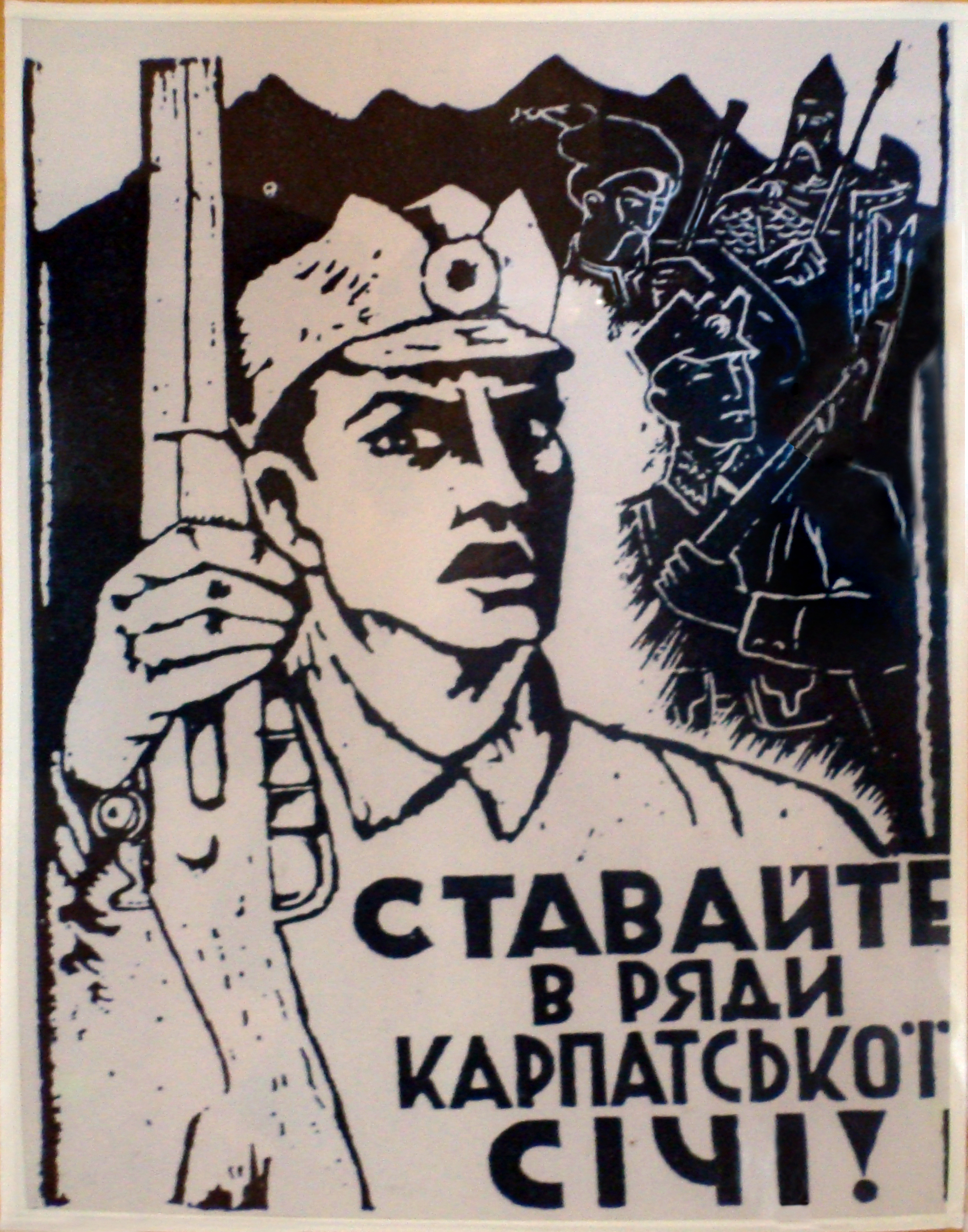
Агитационный плакат Карпатской сечи

С самого начала Карпатская Украина была в поле зрения её агрессивной соседки Венгрии, принимавшей участие в разделе Чехословакии. По итогам Первого Венского арбитража Венгрии были переданы территории площадью 11 927 км², в том числе карпатоукраинские 1537 км². Карпатская Украина потеряла тогда два своих главных города — Ужгород и Мукачево, — а также все плодородные земли. 12 ноября они были официально включены в состав Венгрии постановлением парламента этой страны. Однако решения Первого Венского арбитража не удовлетворили и страну-приобретательницу, она хотела бо́льшего: получить контроль над всей Словакией и всей Карпатской Украиной.
К середине февраля 1939 года сечевые отделы участвовали в 22 боях с венгерскими и польскими диверсантами, в которых были разбиты группы Йозефа Према и Эрнеста Берзевитци. В целом, по собственным данным было пленено 24 офицера, 62 подстаршины (сержантский состав) и более 200 рядовых диверсантов. В городе Великий Бычков на 25 февраля 1939 года находилось в заключении 345 венгерских диверсантов.
До марта 1939 года посол Германии в Праге несколько раз «рекомендовал» националистам сдаться и не воевать с союзником Третьего Рейха. Однако один из командиров Карпатской Сечи Михаил Колодзинский ответил на эти угрозы: "В словаре украинского националиста нет слова «капитуляция».
К занятию Закарпатья венгерскими войсками первоначально планировалось приступить 12 февраля 1939 года, в день проведения выборов в местный Сейм, но немецкое правительство отвергло эту идею, указав, что своевременно сообщит о времени начала оккупации.
Венгры сосредоточили на границе 12 дивизий 6-й армии, и в ночь с 13 на 14 марта венгерская армия небольшими силами начала продвижение вглубь территории Карпатской Украины. Польша оказала венгерским войскам поддержку, отправив в Закарпатье через свою южную границу диверсионные отряды.
В 2:00 ночи подразделения «Карпатской Сечи» по приказу премьер-министра Августина Волошина получили оружие на складе хустской жандармерии (41 винтовка и 90 пистолетов с амуницией).
Около четырёх часов утра к коменданту «Карпатской Сечи» Ивану Роману поступил звонок от чешских офицеров, потребовавших вернуть оружие на склад. Комендант, сославшись на приказ Волошина, категорически отказался. В ответ генерал Лев Прхала приказал солдатам 45-го полка, дислоцировавшегося в Хусте, изъять оружие силой.
В 6:00 утра чехословацкие войска, в количестве 200 солдат, вооружённых шестью лёгкими танками LT vz.35, четырьмя бронемашинами Tatra vz. 30, тяжёлыми пушками, пулемётами и миномётами, атаковали главные здания сечевиков: кош, «Сечевую гостиницу», главную команду, «Женскую сечь» и «Летючу естраду». Руководство Карпатской Украины обратилось к чехам с призывом прекратить огонь, но ответа на предложение не последовало. Сечевики приступили к захвату складов с оружием, административных зданий и разоружению патрулей. Вооружённые стычки между сечевиками и чехословаками продолжались более 8 часов. На улицах Хуста появились баррикады, завязались уличные бои.
В то же время премьер-министр Волошин пытался урегулировать конфликт. Несколько попыток дозвониться до центрального правительства не увенчались успехом — Прага не отвечала. После телефонного разговора между премьер-министром Августином Волошиным и генералом Львом Прхалой на улицах установилось перемирие — чехословаки возвратились в казармы, а «Карпатская Сечь» разоружилась.
По данным разных источников, потери сечевиков составили от 40 до 150 убитыми и около 50 ранеными, потери чехословаков составили от 7 до 20 солдат и жандармов убитыми. За время противостояния между Сечью и чехословаками венгерские войска заняли три села в Мукачевском районе.
Утром 14 марта генерал Лев Прхала, посчитав, что вторжение венгерских войск не было санкционировано Берлином, отдал приказ о начале обороны. Однако после консультаций с Прагой, вечером этого же дня, он отдал приказ об эвакуации чехословацких войск и госслужащих с территории Подкарпатской Украины. Эвакуация производилась в трёх направлениях: западном — в Словакию, северном — в Польшу и юго-восточном — в Румынию. В этот же день президент Чехии Эмиль Гаха был уве́домлен Гитлером о создании протектората Чехия и Моравия и на следующий день немецкая армия оккупировала страну без малейшего сопротивления со стороны чехословацкой армии.
В этих обстоятельствах 15 марта Августин Волошин провозгласил по радио независимость Карпатской Украины и направил в Берлин Адольфу Гитлеру телеграмму, в которой просил взять страну под протекторат Германии. В ответ немецкое правительство отказало в поддержке и посоветовало не оказывать сопротивления венгерским войскам. В этот же день венгерское правительство направило в Хуст своего парламентёра с предложением разоружиться и мирно войти в состав Венгрии. Волошин ответил отказом, заявив, что «Карпатская Украина — мирное государство и хочет жить в мире с соседями, но в случае необходимости даст отпор любому агрессору». В Закарпатье была объявлена мобилизация.
После неудачи с получения протектората от Германии правительство Августина Волошина апеллировало к правительствам демократических государств, в частности США, Великобритании, Франции и Югославии, с просьбой вмешаться и заставить Венгрию прекратить свою агрессию против Карпатской Украины. Однако ни одна страна не ответила. На тот момент венгерские войска захватили уже более 100 населённых пунктов Карпатской Украины.
Вечером 15 марта, в день начала немецкой оккупации Чехословакии, венгерские войска предприняли общее наступление по четырём направлениям: Ужгород — Перечин — Ужок; Ужгород — Свалява — Лавочное; Мукачево — Иршава — Кушница; Королёво — Хуст — Ясиня — Воловое. Утром 15 марта в Торуни около 250 польских диверсантов перешли границу, но местный гарнизон «сечевиков» разоружил жандармское отделение и отступающие подразделения чехословацкой армии.
«Карпатская Сечь», пополнившая свой состав добровольцами, в основном из числа местных жителей, демобилизованных из чехословацкой армии, и имевшая в своём составе 10—12 тыс. плохо вооружённых бойцов, попыталась оказать сопротивление венгерской армии. Основной удар венгры нанесли по линии Ужгород — Перечин, стараясь этим отрезать Карпатскую Украину от Словакии. У села Горонда сотня «сечевиков» М. Стойка удерживала оборону на протяжении 16 часов.
Тяжёлые бои шли за города Хуст и Севлюш, который неоднократно переходил из рук в руки. Наиболее кровопролитным стал бой на подступах к Хусту, на Красном поле. По данным венгерских архивов, в этом бою со стороны «сечевиков» погибло 230 человек, а с венгерской — 160. Сопротивление «сечевиков» грозило затягиванием боевых действий, но на помощь венграм пришли поляки, начавшие своё наступление от Ужоцкого перевала.
Утром 16 марта, спустя сутки после провозглашения независимости, правительство Карпатской Украины покинуло Хуст, направившись в сторону румынской границы, а спустя пару часов венгерские войска предприняли штурм столицы бывшей автономии, в котором приняли участие 24-й венгерский батальон пограничников и 12-й самокатный батальон, также активно использовалась авиация и противотанковые орудия. Венграм противостояло более 3 тыс. «сечевиков», имевших на вооружении 12 единиц бронетехники, захваченной ранее у чехословаков. Под нажимом превосходящих сил противника «сечевики» были вынуждены отступить из города.
17 марта венгерские войска взяли Рахов, Ясиню и Буштыно. Волошин со своим ближайшим окружением через Тячев добрался до румынской границы в районе Великого Бочкова. Уже перейдя границу в Мараморош-Сигете, президент Волошин обратился в Бухарест с просьбой предоставить приказ румынской армии перейти на территорию Карпатской Украины и обеспечить защиту румынского и украинского населения от венгров. Однако Румыния отклонила это предложение, не желая втягиваться в конфликт со своим соседом. Пытаясь уберечь местное население от неизбежных репрессий Венгрии, президент Карпатской Украины отчаянно искал пути для урегулирования военного конфликта дипломатическими средствами. Из Румынии он перебрался в Югославию, а затем через Вену в оккупированную гитлеровцами Прагу, где был назначен ректором местного Украинского свободного университета, и пробыл там до 1945 года.
К вечеру 17 марта (по другим данным, к 18 марта) вся территория Закарпатья оказалась оккупирована венграми. 18 марта (после взятия Воловца — последнего населённого пункта, удерживавшегося «сечевиками») венгерские войска взяли под контроль всю Закарпатскую Украину и вышли на всём протяжении к границам с Польшей и Румынией.
Длительное сопротивление венгерским войскам оказывать уже было невозможно, и организованная вооружённая борьба в Карпатской Украине фактически прекратилась 19 марта 1939 г.. Под натиском превосходящих сил "Остатки разбитых отрядов «Карпатской Сечи» отступили на территорию Румынии и Словакии.
Закарпатье перешло под власть профашистского режима Миклоша Хорти. По официальным данным, в ходе этого вооружённого конфликта погибло 430 «сечевиков», до 750 попало в плен, венгры потеряли 197 человек убитыми, чехи — 40 убитыми и 120 ранеными. Румынские власти выдали часть попавших на их территорию «сечевиков» венграм, а те, в свою очередь, передали многих галичан полякам. В горных районах Карпатской Украины уцелевшие мелкие группы «сечевиков» продолжали партизанскую борьбу с венгерскими регулярными частями до конца мая 1939 года. Часть попавших в плен руководителей и участников «Карпатской Сечи», в том числе и её главнокомандующий — Михаил Колодзинский, были расстреляны венграми; «сечевиков», которые были переданы полякам, тоже расстреливали на месте.
Известно, что и Румыния имела определённые территориальные претензии к Закарпатью; во время венгерского вторжения польское правительство предлагало Румынии немедленно оккупировать те территории Карпатской Украины, на которые она претендовала, и тем самым обеспечить за собой положительный исход при окончательном решении проблемы. Но румынское правительство не хотело идти на этот риск, не зная, какова будет в конечном счёте позиция Германии по поводу Карпатской Украины. Румыния готова была оккупировать отдельные части Закарпатья, если бы в этом приняла участие и Польша, но польская сторона готова была поддерживать Румынию только дипломатическим путём и не соглашалась на участие в потенциальном вооружённом конфликте. В течение последующих дней шёл интенсивный обмен шифрованными телеграммами между соседями Карпатской Украины. Польша предлагала Венгрии пойти на территориальные уступки Румынии, а Венгрия обещала обсудить претензии Румынии, но после полной оккупации Карпатской Украины. Однако после оккупации венгерскими войсками всей территории Карпатской Украины просьба румынского правительства (чтобы венгерские войска не пересекали линию восточнее Хуста — Березны — Быстрой — Вышкова до окончательного урегулирования её пожелания на этой территории) стала беспредметной, хотя Румыния всё же надеялась, что её притязания будут урегулированы дипломатическим путём при поддержке Польши. В конечном счёте, Венгрия заявила, что готова лишь обсуждать использование румынами железной дороги Лонка — Ясиня.
Как писал в своих мемуарах помощник руководителя абвера адмирала Вильгельма Канариса — Оскар Райле, вторжение Венгрии в Карпатскую Украину вызвало обострения в отношениях ОУН со спецслужбами Третьего Рейха, в этот период даже несколько затормозилось сотрудничество ОУН с Абвером, что не в последнюю очередь было вызвано заключёнными советско-германскими соглашениями. Но оно не прекратилось. По мнению донецкого историка левого направления Алексея Мартынова Гитлер даже приказал прекратить финансирование ОУН, но этот приказ, видимо, был спланированной демонстрацией для спецслужб СССР, чтобы показать дружественную позицию германской стороны после заключения советско-германского пакта о ненападении.

## Дальнейшие события
Августин Волошин благополучно эвакуировался в Югославию, затем поселился в Праге, где его арестует НКВД в 1945 году. В период Второй Мировой войны часть офицеров и солдат бывшей «Карпатской Сечи» сделали карьеру в вермахте, оккупационной полиции и коллаборационистских органах самоуправления (Иван Рогач, Иван Кедюлич, Степан Сулятицкий), поскольку рассматривали в немцах естественных союзников против Польши и СССР.
По ходатайству немецких дипломатов венгры отпустили из плена несколько сот украинских националистов. Вышедшие из венгерских лагерей сечевики, а также их товарищи, проживавшие в Европе на легальном положении, в начале июля 1939 года вошли в создающийся Украинский Легион под руководством полковника Романа Сушко и принимали участили в польской кампании. Легион предназначался для разжигания анти-польского восстания в Западной Украине перед немецким вторжением в Польшу. Однако за несколько дней до начала вторжения ситуация в корне изменилась: после заключения пакта Молотова — Риббентропа немцы больше не беспокоились о Западной Украине. Согласно договорённостям эта территория становилась частью СССР, а Третий Рейх не хотел портить отношения с новым союзником. С 1941 года многие сечевики (тот же Роман Шухевич) служили в частях абвера вроде батальона «Нахтигаль» и вспомогательной полиции во время вторжения в СССР.
В результате репрессий немецких властей в конце 1941 — начале 1942 года, когда были арестованы и казнены многие бывшие деятели Карпатской Сечи, к примеру, в Бабьем Яру был расстрелян секретарь Волошина — Иван Рогач. Многие из оставшихся в живых перешли в подполье (УПА), среди них — Роман Шухевич.
После окончания Второй Мировой войны символика, военная форма Карпатской Украины и её элементы (в частности, головной убор) использовались активистами украинских националистических организаций.
В 1969 году для награждения бывших участников «Карпатской Сечи» организацией украинских эмигрантов «Братство Карпатских Сечевиков» был выпущен «крест карпатских сечевиков».

## Известные бойцы и командиры
- Евгений Врецьона — член Генерального штаба, начальник разведки, инспекционный старшина Хустского гарнизона. Участник боёв под Хустом, попал в плен к венграм, но вскоре освобождён. После освобождения жил в Праге, Вене, с конца 1939 — в Кракове. После начала Великой Отечественной войны. С июля 1941 — начальник украинской народной милиции Львова[21]. С 1943 года в рядах УПА. С июля 1944 — член Украинского главного освободительного совета, позже — президент Заграничного представительства УГОС;
- Дмитрий Климпуш — первый главнокомандующий, после оккупации Карпатской Украины скрылся в подполье и спустя 4 месяца сдался венгерским властям, после чего был выслан в Будапешт, оттуда отправился, по некоторым данным, на лечение в Словакию, а после вернулся на Закарпатье, где жил в годы войны.;
- Олег Ольжич;
- Роман Шухевич — начальник штаба;
- Михаил Колодзинский — третий главнокомандующий. Погиб 19 марта 1939 года, будучи расстрелянным венграми, и сброшен в солотвинский рудник (согласно другим данным, погиб в ходе одного из боёв под Буштыно);
- Василий Филонович — начальник штаба, интернирован в Румынии и выдан венграм. Переехал в Словакию, а после войны оказался в США.
- Евгений Стахив — военнослужащий, по окончании военного конфликта, попал в венгерский плен, однако сумел бежать в Австрию через территорию современной Словакии. В годы Второй Мировой войны был руководителем украинского националистического подполья на территории Донбасса;
- Василий Шишканинец — военнослужащий, по окончании военного конфликта, попал в венгерский плен, освобождён. С началом Второй Мировой войны был комендантом вспомогательной полиции в селе Команча.
- Иван Рогач — генеральный писарь Карпатской Сечи, после оккупации Венгрией Карпатской Украины попадает в Словакию, но в результате давления её властей выезжает во Львов. В 1941, когда Украина была оккупирована немцами, по заданию Андрея Мельника в составе Походных групп ОУН приехал в Киев, где в сотрудничестве с писательницей Еленой Телигой издавал газету «Украинское слово» и журнал «Литавры», пока те не были запрещены немецкими властями. Арестован гестапо в феврале 1942 и расстрелян в Бабьем Яре;
- Сергей Ефремов — второй главнокомандующий, 16 марта передал командование полковнику Михаилу Колодзинскому- и выехал через Великий Бычков в Румынию. Через Югославию вернулся в уже независимую Словакию, вступил в её армию и служил в чине майора хозяйственной службы. После второй мировой войны оказался в американской зоне оккупации, откуда эмигрировал в США[22];
- Богдан Пришлякевич;
- Степан Росоха;
- Степан Сулятицкий;
- Юрий Лопатинский — командир подстаршинской школы в Хусте, после оккупации края попал в плен к венграм, но вскоре освобождён. После раздела Польши переехал в Краков, где принимал участие во II Большом сборе ОУН в Кракове (31.03-3.04.1941). Весной 1941 года вступил в батальон Нахтигаль. Занимал должность начальника медслужбы. Был награждён Железным Крестом. 23 апреля 1943 заключен в концлагерь Заксенхаузен, освобожден 20 октября 1944;
- Иван Кедюлич — поручик, комендант хустской роты, занимался её обучением. После оккупации Карпатской Украины перебрался в Австрию, где летом 1939 г. вступил в подразделение Воинских отрядов националистов под руководством полковника Романа Сушко, принимал участие в кампании против Польши в сентябре 1939 г.
- Зенон Косак — помощник начальника штаба. Начальник отдела прессы и пропаганды. Погиб 18 марта 1939, в районе поселка Буштыно. По другим данным, был взят в плен и расстрелян в поселке Солотвино 19 марта вместе с Михаилом Колодзинским;
- Иван Бутковский — командир роты, участник боев против венгров возле Хуста. Раненый попал в плен, но вскоре отпущен на свободу. Участник бандеровских походных групп ОУН в 1941 г. Осенью 1941 по подозрению в антинемецкой деятельности, арестован гестапо и помещён под стражу почти на два года. После освобождения с лета 1943 — командир батальона УНС «Черные черти». После того как УНС влилась в УПА, в первой половине 1944 был командиром военного округа «Говерла» в группе УПА-«Запад» в звании поручика. С конца 1944 года в эмиграции. Руководитель миссии УПА за рубежом;
- Мартин Мизерный — командир роты, попал в плен к венграм, с лета 1939 в рядах Военных отрядов националистов при вермахте, принял участие в кампании против Польши, с 1940 года стал окружным комендантом полиции Санока, В 1942 году по подозрению в антинемецкой деятельности арестован гестапо и отправлен в тюрьму Монтелюпих в Кракове, где пробыл более двух лет, с июля 1944 в рядах УПА, 24 августа 1949 года был тяжело ранен в стычке с НКВД и застрелился, не желая попадать в плен;
- Владимир Щигельский — член «летучей бригады», занимавшейся пропагандой. После оккупации Карпатской Украины, часть, в которой находился Щигельский, отступила на румынскую территорию, позже Щигельский перебрался в Германию, где вступил где вступил в военные отряды националистов под командованием Романа Сушко, принимал участие в Польской кампании. С ноября 1939 года сотрудничал с украинской вспомогательной полицией. С 25 июня 1944 года Щигельский числился в составе Украинской повстанческой армии. Командовал сотней «Ударники-4». Участвовал в боях против полиции Польши и Чехословакии, пытаясь прорваться в американскую оккупационную зону Германии. Был арестован и казнён в 1949 году польскими властями за преступления против гражданского населения.
- Осип Карачевский — командир роты, участник боёв в Иршавском районе, попал в плен к венграм. из которого сумел освободиться (по одним сведениям, выдал себя за немца). После освобождения он отправился в Германию, в военный тренировочный лагерь «Крипенау» в Дахштайне, где вступил в военные отряды националистов под командованием Романа Сушко. Командовал 1-м батальоном. Участвовал в боевых действиях в Польской кампании. Был руководителем офицерской школы ОУН в Турковичах. Во время немецкой оккупации Украины работал краевым военным референтом ОУН на Западных Украинских Землях (ЗУЗ), был начальником молокозавода «Маслосоюз» во Львове. Арестован гестапо в конце 1942 года. Погиб в концлагере Нойенгамме в 1944 году.

## Увековечивание памяти на Украине
На Украине в период с 1991 года появилось большое количество популярных и научно-популярных фильмов и публикаций, в которых КС изображалась в героическом спектре.
По контенту эти фильмы были очень похожи на первое агиографическое фильм о КУ, снятый и подготовлен в 1939—1942 гг. Калеником Лысюком. К формированию такой мемориальной культуры сейчас прикладывает руку Украинский институт национальной памяти (УИНП). Так в выданных этим институтом «Методических материалах к годовщине провозглашения независимости Карпатской Украины в марте 1939 года» говорится: «1. Украинцы на Закарпатье были первым в межвоенной Европе народом, который не смирился с аннексией, а с оружием в руках встал на защиту своей свободы от агрессии соседних государств. 2. Непосредственно перед началом и в течение всей Второй мировой войны украинские земли находились в эпицентре событий. При отсутствии собственного государства украинцы часто были вынуждены воевать за чужие интересы. Поэтому Вторая мировая стала одной из величайших трагедий в Украине в XX веке. Только в структурах украинского освободительного движения, в частности в Карпатской сечи и Украинской повстанческой армии, они имели возможность бороться за независимость. 3. Карпатская Украина — важный этап развития украинского освободительного движения, пример стремления украинского к развитию собственной государственности даже в неблагоприятных внешнеполитических условиях».
В марте 2002 года вышел указ Президента Украины Леонида Кучмы о присвоении звания Героя Украины президенту КУ Августину Волошину посмертно. Этот указ объявил глава Администрации президента, лидер блока «За единую Украину» Владимир Литвин. Но особенно активно используют нарратив КУ именно право-радикальные партии. Так лидер Всеукраинского объединения «Свобода» Олег Тягнибок в марте 2012 года заявил на месте расстрела венграми солдат Карпатской Сечи «Мы с вами пришли сюда, на этот перевал, для того, чтобы склонить низко головы перед памятью героев украинских, украинских карпатских сечевых стрельцов, положили свои головы, чтобы мы сегодня могли жить в украинском государстве, чтобы мы могли говорить на своём родном украинском языке, чтобы мы имели свою конституцию, чтобы мы имели свои границы». Позже активистами этой партии во время войны в Донбассе было даже сформировано батальон, получивший название «Карпатская Сечь» и просуществовал до апреля 2016.
Согласно закону «О правовом статусе и памяти борцов за независимость Украины в XX веке», который был подписан президентом Украины Петром Порошенко 8 апреля 2015, "органы власти Карпатской Украины (Подкарпатской Руси), включая, в частности, Сейм Карпатской Украины правительство Карпатской Украины, министерства Карпатской Украины, местные органы власти Карпатской Украины, Президента Карпатской Украины «и» Организация народной обороны «Карпатская Сечь» признавались «участниками борьбы за независимость Украины в XX веке».

## Современные оценки деятельности
В современной украинской историографии украинские националисты из организации «Карпатская Сечь» изображаются первой силой Европы, которые не смирились с аннексией и первые выступили с боями, защищая свою родную землю в борьбе с союзником Третьего Рейха. Однако различные источники дают нам другую информацию. Правительство Августина Волошина, особенно члены ОУН, прибывали в Закарпатье и формировали отряды КС, занимали чёткую прогерманскую позицию, как члены Судетско-немецкой партии Конрада Генляйна или Глинковской Словацкой народной партии (ГСНП). В этот период эмиссары Волошина и ОУН активно посещали немецкий МИД и аппарат Розенберга, ища поддержки. Эти люди, в том числе Рико Ярый, передавали немцам проекты создания независимого украинского государства на Закарпатье. Показателен ещё тот факт, что произошло после Венского арбитража, когда часть тогдашней словацкой части Чехословакии передали Хорти. В период с 1 ноября 1938 по 12 января 1939 было зафиксировано 22 пограничные стычки между Венгрией и Словакией.
Темой исторический дискуссий является вопрос, какой могло бы выглядеть государство под названием Карпатская Украина, если бы оно не было уничтожено при содействии Гитлера в марте 1939 года. По мнению украинского историка Александра Зайцева, Карпатская Украина бы была похожа на тот режим, который образовался в Словакии в октябре 1938 года и просуществовал до весны 1945 года. Если проводить исторические параллели, то мнению Зайцева пример именно Словакии очень схож с судьбой Закарпатья. ГСНП во главе с Андреем Глинкой в межвоенный период активно сотрудничала с ОУН, в идеологических аспектах имела много общего с итальянским фашизмом и австрофашизмом.